# Ольден, Бальдер
Бальдер О́льден (нем. Balder Olden; 22 марта 1882, Цвиккау — 24 октября 1949, Монтевидео) — немецкий писатель и журналист.

## Биография
Ольден был сыном писателя Иоганна Оппенгейма, который в 1891 году взял имя Ганс Ольден и его супруги актрисы Розы Штайн. Экономист Генрих Оппенгейм и художник Мориц Оппенгейм приходились Ольденам дальними родственниками. Адвокат и журналист Рудольф Ольден — его младший брат. 
Ольден учился в Дармштадте, Регенсбурге и Висбадене, а затем начал изучать историю, философию и литературу во Фрайбургском университете. Параллельно Ольден брал уроки актерского мастерства. В результате ранения на дуэли из-за его иудейской веры он получил травму, приведшую к параличу мышц лица. Это воспрепятствовало его театральной карьере, и он стал журналистом. 
После стажировки в «Верхнесилезской пограничной газете» в Бойтене и берлинском издательстве «Ульштайн» Ольден устроился на работу в газету в Гамбурге, где в течение некоторого времени писал фельетоны. В Бойтене Ольден сотрудничал с успешным впоследствии писателем Норбертом Жаком. Позже Ольден переехал в Кёльн, где работал в «Кёльнской газете» как путешествующий корреспондент, совершил несколько путешествий по миру. Начало Первой мировой войны застало Ольдена в Германской Восточной Африке (современная Танзания), где он поступил в качестве добровольца в германские колониальные войска. В 1916-1920 годах находился в британском плену. По освобождению из плена Ольден вернулся в Германию и поселился в Берлине. Здесь он в течение 1922 года был женат. Ольден работал в качестве журналиста, но возможностей для путешествий было меньше, и с того времени он получил известность как критик. Сразу же после прихода власти национал-социалистов Ольден переехал в Прагу, однако через два года был вынужден уехать и оттуда. Он отправился во Францию и поселился в Париже. Во время Второй мировой войны он летом 1940 года был арестован и интернирован в лагере Одьерн. С помощью друзей ему удалось бежать зимой 1940/1941 года в Марсель, откуда он весной прибыл по морю в Аргентину. 
После проживания в течение почти двух лет в столице Буэнос-Айресе, он в 1943 году поселился в столице Уругвая — Монтевидео. Там он женился на Маргарет Кершо.
В последние годы жизни Ольден работал в качестве журналиста. В обеих странах оказалось немало эмигрантов из Германии, и Ольден сыграл важную роль в их консолидации. В середине 1948 — начале 1949 годов Ольден пережил инсульт, от которого он не смог полностью восстановиться. Этим объясняется самоубийство Ольдена: он скончался в Монтевидео 24 октября 1949 года в возрасте 67 лет. 
Его литературное наследство хранится в архиве немецкой литературы в Марбахе.

## На русском
На русский язык переведена единственная книга Ольдена — «История одного наци» (М., 1935) . Она же переведена и на английский язык. По словам обозревателя «Субботнего литературного обозрения»,

Без сомнения, эта немецкая повесть — одна из тех, которые стоило перевести не из-за её художественных достоинств, а потому, что в ней в художественной и легкодоступной форме, причем максимально оперативно, более или менее приподняты завесы тайны над жуткой реальностью современной Германии.